# Sandro De Bernardin
Sandro De Bernardin (* 20. August 1949 in Venedig) ist ein italienischer Diplomat.

## Studium
Am 18. Juli 1972 schloss er ein Studium der Politikwissenschaft an der Universität Padua ab.
Vom 9. Juli 1973 bis 8. Januar 1974 absolvierte er mit einem Stipendium eine Vertiefung Europäische Wirtschaftsgemeinschaft am Studienzentrum des Versicherungswesens „Piero Sacerdoti“ in Mailand.

## Werdegang
Am 2. Juli 1973 trat er in den auswärtigen Dienst.
Von 28. November 1977 bis 1980 war er Gesandtschaftssekretär bei der Ständigen Vertretung bei der OECD in Paris.
Von 28. April 1981 bis 1984 war er Gesandtschaftssekretär erster Klasse in Kinshasa (Zaire).
Von 16. Juli 1985 bis 1993 wurde er in Rom beschäftigt, wo er 1990 zum Gesandtschaftsrat erster Klasse ernannt wurde.
Von 2. November 1994 bis 1998 war er Gesandtschaftsrat erster Klasse in Ottawa.
Von 1. Juni 2004 bis 17. September 2008 war er Botschafter in Tel Aviv.
Von 2008 bis 2010 war er Stellvertreter des Generalsekretärs des Ministeriums für auswärtige Angelegenheiten und internationale Zusammenarbeit (Italien)
Von 2010 bis 2014 leitete er die politische Abteilung in Rom, sprich war Generaldirektor.
Seit 2015 ist er Leiter der italienischen Delegation bei der International Holocaust Remembrance Alliance, dessen Vorsitz er am 6. März 2018 von Benno Bättig (Schweiz) übernommen hatte.

## Veröffentlichungen
- 'La politica culturale della Repubblica di Venezia e l'Università di Padova nel xvii secolo', Studi veneziani, 1974

| Vorgänger                  | Amt                                             | Nachfolger     |
| -------------------------- | ----------------------------------------------- | -------------- |
| Giulio Terzi di Sant’Agata | Italienischer Botschafter in Tel Aviv 2004–2008 | Luigi Mattiolo |